# 塞浦路斯航空 (1947年—2015年)
塞浦路斯航空（希臘語：Κυπριακές Αερογραμμές）是塞浦路斯共和国的国家航空公司，总部设在尼科西亚。尼科西亚国际机场因1974年土耳其入侵而关闭之后，塞浦路斯航空使用拉纳卡国际机场为其枢纽机场。帕福斯国际机场则是其次要枢纽。2015年1月10日，賽普勒斯因財政困難而宣佈賽航即日起中止營運。

## 历史
塞浦路斯航空成立于1947年9月24日。成立时最大的股东分别是英国欧洲航空（44.9%）和塞浦路斯政府（22.45%）。首批飞机是3架道格拉斯DC-3，开通尼科西亚国际机场至雅典、伦敦、贝鲁特、开罗、海法、伊斯坦布尔、亞歷山卓、罗马等地的航线。此后3年间，塞浦路斯又引进三架DC-3，并增加了至喀土穆、瓦迪哈勒法、科威特城、巴林、巴格达、安曼等地的航线。1953年，塞浦路斯航空与英国欧洲航空达成协议，使用后者的维克斯子爵701客机执行雅典－尼科西亚航线，作为英国欧洲航空的“伦敦－罗马－雅典”航线的延长段。
1960年，塞浦路斯共和国宣布独立。新政府成为塞浦路斯航空的最大股东，持有53.2%的股份；而英国欧洲航空持有22.7%。这一时期，本国飞行员开始大量进入塞浦路斯航空。1960年代，塞浦路斯开始在其涂装上加入欧洲盘羊的标志，并一直保留。1969年，塞浦路斯航空引入了霍克·西德利三叉戟飞机，并借此增加了在欧洲的目的地。

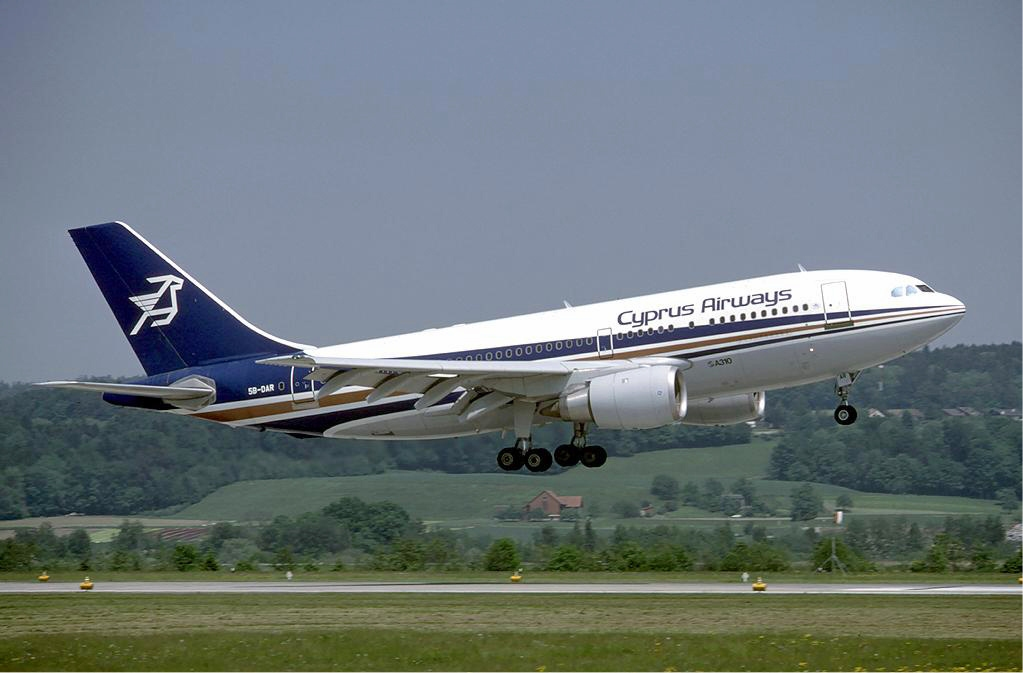
塞浦路斯航空的空中客车A310-200飞机（1985年5月，苏黎世机场）

1974年7月，土耳其入侵塞浦路斯。塞浦路斯航空被迫撤出尼科西亚国际机场，而其机队损失严重，公司停止运营。政府决定在南部的拉纳卡建设新机场。1975年2月起，塞浦路斯航空在拉纳卡国际机场逐步恢复运营。1979年，塞浦路斯航空首次引进波音飞机。
1992年，塞浦路斯航空设立了欧洲塞浦路斯航空，主营包机业务。2003年，塞浦路斯航空又设立了另一家包机航空公司Hellas Jet，以雅典为枢纽，经营至欧洲城市的包机业务。
塞浦路斯航空目前由塞浦路斯政府持有69.57%的股份，其余则为私人投资者持有。2015年1月10日，歐盟裁定賽普勒斯向賽普勒斯航空注資的3,100萬歐元以及提供3,400萬歐元紓困融資違規，賽普勒斯收回非法補貼款後，塞國財政部長決定賽航即日起中止營運

## 目的地
截至2009年5月3日，塞浦路斯航空共通达下列21个国家的30个机场。
| 塞浦路斯航空通航目的地 | 塞浦路斯航空通航目的地 | 塞浦路斯航空通航目的地                | 塞浦路斯航空通航目的地 | 塞浦路斯航空通航目的地 |
| ---------------------- | ---------------------- | ------------------------------------- | ---------------------- | ---------------------- |
| 国家                   | 城市                   | 机场                                  | 机场代码               | 备注                   |
| 奥地利                 | 维也纳                 | 维也纳国际机场                        | VIE                    |                        |
| 比利时                 | 布鲁塞尔               | 布鲁塞尔机场                          | BRU                    |                        |
| 保加利亚               | 索非亚                 | 索非亚机场                            | SOF                    |                        |
| 賽普勒斯               | 拉纳卡                 | 拉纳卡国际机场                        | LCA                    | 枢纽                   |
| 賽普勒斯               | 帕福斯                 | 帕福斯国际机场                        | PFO                    | 枢纽                   |
| 法國                   | 巴黎                   | 巴黎－夏尔·戴高乐机场                 | CDG                    |                        |
| 德国                   | 法兰克福               | 法兰克福机场                          | FRA                    |                        |
| 希腊                   | 雅典                   | 雅典埃莱夫塞里奥斯·韦尼泽洛斯国际机场 | ATH                    |                        |
| 希腊                   | 伊拉克利翁             | 伊拉克利翁卡赞察基斯国际机场          | HER                    |                        |
| 希腊                   | 罗得                   | 罗得贾戈拉斯国际机场                  | RHO                    |                        |
| 希腊                   | 塞萨洛尼基             | 塞萨洛尼基马其顿国际机场              | SKG                    |                        |
| 以色列                 | 特拉维夫               | 本-古里安国际机场                     | TLV                    |                        |
| 義大利                 | 米兰                   | 米兰－马尔彭萨机场                    | MXP                    |                        |
| 義大利                 | 罗马                   | 罗马－菲乌米奇诺机场                  | FCO                    |                        |
| 约旦                   | 安曼                   | 阿勒娅王后国际机场                    | AMM                    |                        |
| 黎巴嫩                 | 贝鲁特                 | 贝鲁特－拉菲克·哈里里国际机场         | BEY                    |                        |
| 荷蘭                   | 阿姆斯特丹             | 斯希普霍尔机场                        | AMS                    |                        |
| 羅馬尼亞               | 布加勒斯特             | 亨利·科安德国际机场                   | OTP                    |                        |
| 俄羅斯                 | 莫斯科                 | 谢列梅捷沃国际机场                    | SVO                    |                        |
| 瑞士                   | 苏黎世                 | 苏黎世机场                            | ZRH                    |                        |
| 英国                   | 伦敦                   | 伦敦希斯罗机场                        | LHR                    |                        |

## 机队

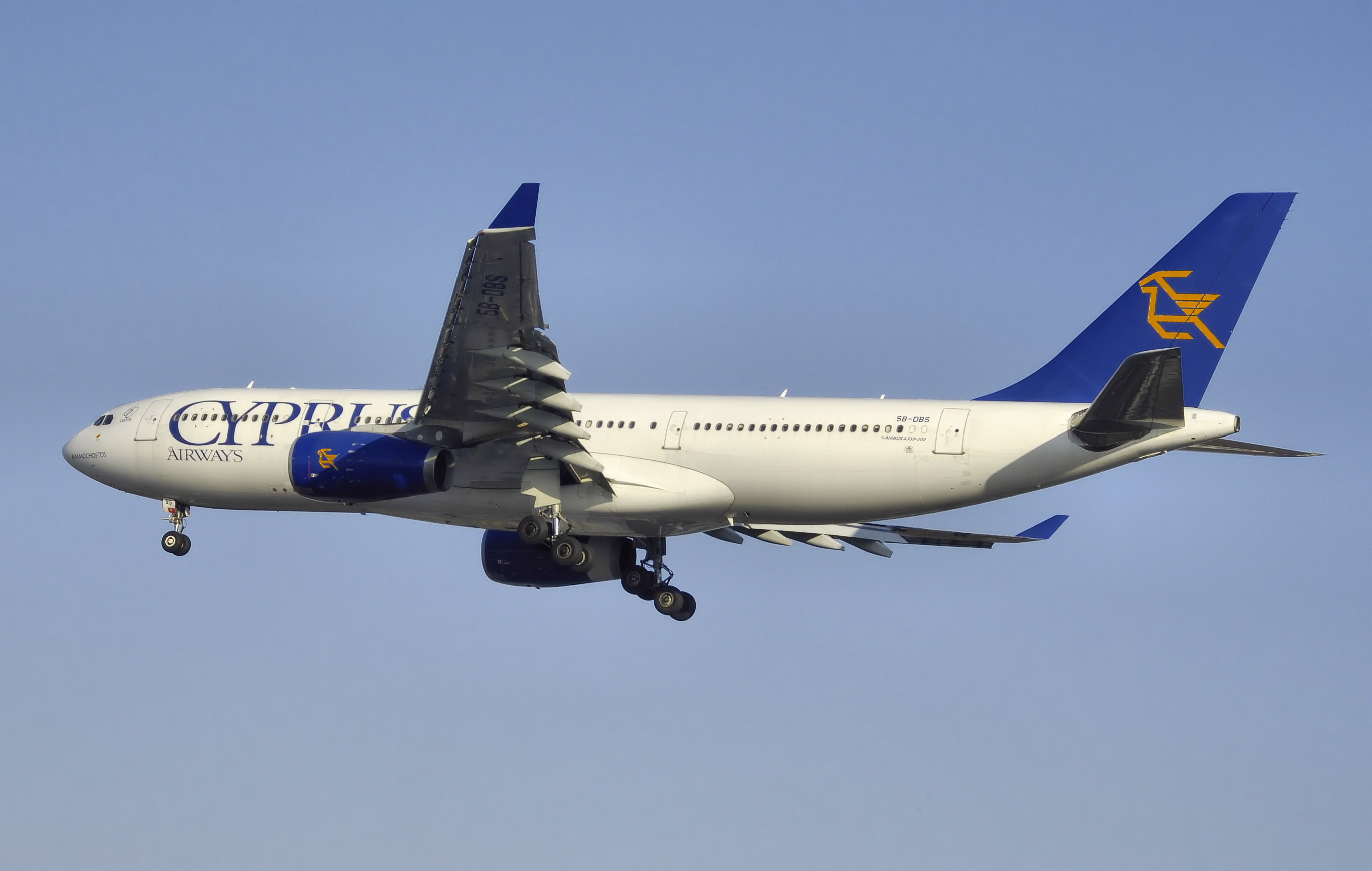
塞浦路斯航空的空中客车A330-200在伦敦希斯罗机场降落

塞浦路斯航空的机队现有以下飞机：